# Ernst Hernberg

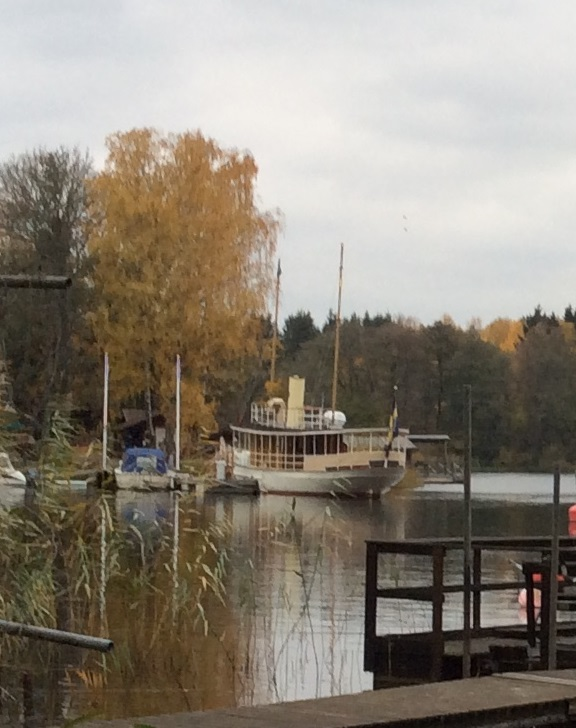
M/Y Arona i vinterhamn i Mälaren

Ernst Adolf Hernberg, född 1855, död 15 december 1906 i Stockholm, var en svensk ingenjör och båtkonstruktör.
Ernst Hernberg började som fartygskonstruktör på Lindholmens varv i Göteborg och arbetade därefter under många år på Motala Verkstad. Därefter var han på W. Lindbergs Varvs- och Verkstads AB (Södra Varvet) i Stockholm och Kockums verkstad i Malmö.

## Konstruerade fartyg i urval
- 1884 S/S  Aeolus, byggd på Lindholmens varv för Ångfartygsaktiebolaget Södra Sverige
- 1896 Bogserångfartyget Carl, byggd på W. Lindbergs Varvs- och Verkstads AB[2]
- 1898 Ånglustyachten Astarte, för Alfred Nobel[3]
- 1900 S/S Norrtelje och S/S Express, byggda på W. Lindbergs Varvs- och Verkstads AB
- 1900 S/S Gustavsberg III, byggd på Bergsunds varv i Stockholm 1905 för AB Gustafsbergs Fabrikers Intressenter
- 1902 Ånglustyachten Arla, byggd på W. Lindbergs Varvs- och Verkstads AB för Philip Geber[4]
- 1903 S/S Mariefred, byggd på W. Lindbergs Varvs- och Verkstads AB
- 1904 Ånglustyachten Arona, byggd på W. Lindbergs Varvs- och Verkstads AB för Edward Cederlund[5]
- 1906–10 Ångfärja för bröderna Robert och Ludvig Nobel i Sankt Petersburg